# Ђуро Цвијић
Ђуро Цвијић (Загреб, 25. март 1896 — 1938), револуционар, публицист и члан и генерални секретар Централног партијског вијећа Комунистичке партије Југославије.

## Биографија
Ђуро Цвијић рођен је у Загребу 25. марта 1896. године. Организовао је демонстрације и генерални протестни штрајк средњошколаца у Загребу против увођења комесаријата у Банској Хрватској, а због учешћа у атентату на комесара Цуваја 12. августа 1912. био је осуђен на три године тамнице у Сремској Митровици. Године 1917, када је стасао за војску, послан је на Источни фронт. Већ послије десет мјесеци је отпуштен из војске, због запаљења плућа и промрзлина.
Године 1918. се укључио у обновљени социјалистички покрет. Радио је као новинар и тајник загребачке мјесне организације. Био је један од најистакнутијих представника лијеве струје у радничком покрету Хрватске и делегат загребачке организације на Конгресу уједињења, када је изабран за члана Централног партијског вијећа Социјалистичке радничке партије (комуниста). Потом је изабран за секретара Покрајинског извршног одбора СРПЈ (к) за Хрватску и Славонију.
На Другом конгресу Комунистичке партије Југославије поновно је изабран за члана Централног партијског вијећа Комунистичке партије Југославије, а у загребачкој организацији за члана Обласног секретаријата КПЈ. Послије Обзнане био је члан иноземног комитета КПЈ у Бечу. 1921. године вратио се у земљу и дјеловао у Загребу. Учествовао је у раду Прве, Друге и Треће земаљске конференције КПЈ. На Другој земаљској конференцији поднио је реферат о организацијском, а на Трећој о националном питању.
Био је секретар Привременог руководства КПЈ од априла 1925. до Трећег конгреса 1926. године, кад је изабран за генералног секретара. Био је један од најистакнутијих представника лијеве фракције у Комунистичкој партији Југославије. Дјелатност фракција осуђена је 1928. на Четвртом конгресу КПЈ, па је Ђуро био уклоњен из партијског руководства.
Због револуционарне дјелатности више је пута хапшен. Суђено му је у Дијамантштајнову процесу, а као уредник „Борбе“ осуђен је на двије и пол године робије (1930—1932). 1932. је емигрирао најприје у Беч, а затим у Москву. Од 1934. до 1938. радио је у Аграрном институту у Москви. Био је истакнути новинар и одгвоврни уредник у социјалистичкој „Слободи“, „Правди“ те часопису „Ново друштво“, а потом у комунистичкој штампи „Истини“, „Новој Истини“, „Новом свијету“ и „Борби“. Био је сарадник Руске телеграфске агенције (РОСТА) одмах по њењом оснивању, а затим и ТАСС-а. Сарађивао је у „Lа federation balkanique“ те у листу „Дунавска стража“, гласилу клуба лађара и лучких радника.
Страдао је у стаљинским чисткама у Совјетском Савезу 1938. године. Одлуком Војног колегија Врховног суда СССР од 10. октобра 1963. посмртно је рехабилитован.